# 伊原葵
伊原 葵（いはら あおい、1997年〈平成9年〉8月15日 - ）は、日本のファッションモデル、クリエイター、女優。兵庫県神戸市出身。

## 略歴
2014年8月、日本初の高校生スタイルアワード『TEENS STYLE AWARD』 2014でグランプリを受賞し、その後ファッション通販サイトモデル・サロンモデルとして活動を開始。
2016年4月、高校卒業後、株式会社バロックジャパンリミテッド入社。RODEO CROWNSのビジュアルスタッフとして従事する傍ら、モデルとしての活動や、Instagramで情報発信を行う。
2018年6月21日、YouTubeチャンネル『アオイの。』を開設し、ファッションやメイク、日常などを発信し、人気を博した。
2020年2月、株式会社バロックジャパンリミテッドを退社し、モデル・クリエイターとしての活動に専念。

## 出演

### 配信ドラマ
- 奪い愛、夏（2019年8月8日 - 9月26日、AbemaTV）

### 雑誌
- CanCam2023年9月号特別版 表紙、小学館

### 写真集・スタイルブック
- スタイルブック「AOINO」（2019年8月22日、宝島社）
- スタイルブック「AOIRO」（2021年4月16日、宝島社）
- 写真集「Noon」（2023年8月18日、小学館）